# Demo trò chơi
Demo game, demo trò chơi hay phiên bản dùng thử là một bản phân phối miễn phí của một video game sắp ra mắt hay vừa mới phát hành. Các demo thường được sản xuất bởi hãng phát hành nhằm giúp người tiêu dùng cảm nhận qua trước trò chơi trước khi quyết định mua một phiên bản đầy đủ.
Demo có thể được ra mắt ở nhiều định dạng khác nhau. Hệ thống sử dụng vỏ chứa thường không có bản demo, do chi phí nhân bản, trong khi đó hệ thống hỗ trợ phương tiện truyền thông được sản xuất với giá rẻ hơn, như băng, đĩa mềm, và sau này là CD-ROM và DVD-ROM. Sự phát triển của Internet giúp demo có thể được tiếp cận dễ dàng hơn qua việc tải về trực tuyến. Demo game thường chỉ giới hạn một phần nhỏ ở hai khía cạnh của trò chơi, đó là cách chơi và cốt truyện. Một số nhà sản xuất cũng chuẩn bị sẵn cho demo những chương trình kiểm chuẩn nhằm giúp xác định xem liệu thiết bị chơi game của họ có chạy ổn định được trò chơi hay không.